# National Provincial Championship
National Provincial Championship (ze względów sponsorskich nazywane Bunnings NPC) – prowadzone od 1976 roku przez New Zealand Rugby Union rozgrywki o mistrzostwo Nowej Zelandii w rugby union. Startują w nich drużyny reprezentujące regionalne związki rugby.

## Historia
National Provincial Championship w różnych wariantach rozgrywek są organizowane od 1976 roku. W pierwszym okresie Dywizja 1 składała się z siedmiu drużyn z Wyspy Północnej i czterech z Wyspy Południowej, a pozostałe prowincje rozgrywały spotkania w Dywizji 2 podzielonej według klucza geograficznego. Najniżej sklasyfikowana w Dywizji 1 drużyna z południa kraju rozgrywała mecz o utrzymanie ze zwycięzcą południowej Dywizji 2, natomiast najsłabsza drużyna z północy spadała do północnej Dywizji 2, której zwycięzca awansowywał na jej miejsce.
Od 1985 roku wprowadzono geograficznie podzieloną Dywizję 3, zaś Dywizja 2 przekształciła się w ogólnokrajową. Najniżej sklasyfikowane zespoły z Dywizji 1 i 2 zostawały automatycznie relegowane do niższych klas rozgrywek, awans natomiast otrzymywały najlepsza drużyna Dywizji 2 oraz wygrany z pojedynku zwycięzców Dywizji 3 z obu wysp. Pod koniec sezonu 1991 relegowane zostały trzy drużyny z Dywizji 1, aby wyrównać liczbę zespołów w każdej z nich – rozszerzając ją jednak do dziesięciu drużyn w 1998 roku, by uniknąć konieczności stosowania pauzowania dla jednej z nich podczas każdej kolejki.
W 1992 roku po zakończeniu rundy prowadzonej systemem kołowym wprowadzono fazę play-off, który wyłaniała zwycięzcę każdej z dywizji.
W 2006 roku zrestrukturyzowano rozgrywki – Dywizję 1 rozszerzono do czternastu zespołów i przemianowano na Air New Zealand Cup, Dywizję 2 na Heartland Championships, a Dywizję 3 rozformowano. Jednocześnie zlikwidowano również pomiędzy nimi system awansów i spadków. W 2010 roku ze względów sponsorskich ponownie zmieniono nazwę na ITM Cup, a rok później podzielono najwyższą klasę rozgrywek na dwie siedmiozespołowe ligi (Premiership i Championship) według wyników osiągniętych w sezonie 2010. Od 2016 roku nowym sponsorem tytularnym z pięcioletnią umową została nowozelandzka sieć marketów budowlanych Mitre 10, jednocześnie też powrócono do przyznawania triumfatorom historycznego Rugby Cup po raz ostatni wręczonego w edycji 2005. Na początku kwietnia 2021 ogłoszono, że nowym sponsorem tytularnym zawodów będzie firma Bunnings, zaś rok później ogłoszono reorganizację formatu rozgrywek – po raz pierwszy od edycji 2010 drużyny nie rywalizowały w dwóch hierarchicznie ułożonych dywizjach o oddzielne trofea z systemem awansów i spadków pomiędzy nimi. Czternaście uczestniczących zespołów rywalizowało natomiast w pierwszej fazie podzielone na dwie siedmiozespołowe konferencje, a podzielone zostały według miejsc zajętych w poprzednim sezonie. Rozgrywały one spotkania systemem kołowym ze wszystkimi zespołami z własnej grupy, dodatkowo każda drużyna rozgrywała cztery spotkania z zespołami z drugiej grupy. Najlepsza czwórka z każdej grupy zyskała awans do trzyrundowej fazy pucharowej – ćwierćfinały zaplanowano w ramach konferencji, ich zwycięzcy awansowali do półfinałów, gdzie zmierzyli się z zespołami z przeciwnej grupy.
W ramach NPC odbywają się również mecze o Ranfurly Shield.

## Zwycięzcy

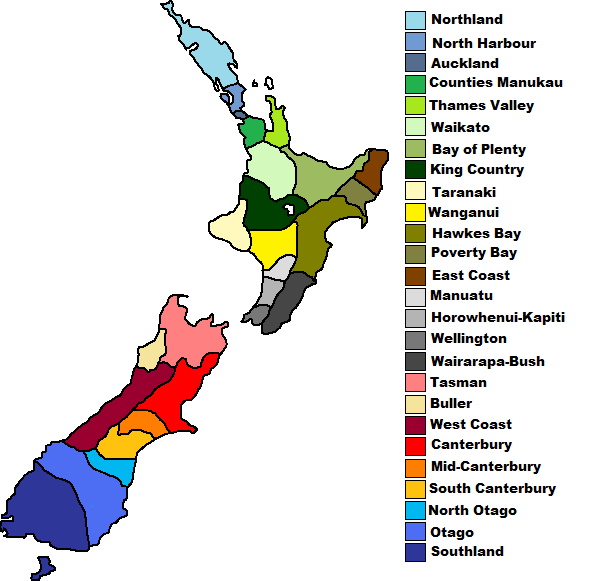
Zespoły uczestniczące do roku 2005

| Zwycięzcy Dywizji 1       | Zwycięzcy Dywizji 1 | Zwycięzcy Dywizji 1 | Zwycięzcy Dywizji 1 |
| ------------------------- | ------------------- | ------------------- | ------------------- |
| 1976                      | Bay of Plenty       | Bay of Plenty       | Bay of Plenty       |
| 1977                      | Canterbury          | Canterbury          | Canterbury          |
| 1978                      | Wellington          | Wellington          | Wellington          |
| 1979                      | Counties Manukau    | Counties Manukau    | Counties Manukau    |
| 1980                      | Manawatu            | Manawatu            | Manawatu            |
| 1981                      | Wellington          | Wellington          | Wellington          |
| 1982                      | Auckland            | Auckland            | Auckland            |
| 1983                      | Canterbury          | Canterbury          | Canterbury          |
| 1984                      | Auckland            | Auckland            | Auckland            |
| 1985                      | Auckland            | Auckland            | Auckland            |
| 1986                      | Wellington          | Wellington          | Wellington          |
| 1987                      | Auckland            | Auckland            | Auckland            |
| 1988                      | Auckland            | Auckland            | Auckland            |
| 1989                      | Auckland            | Auckland            | Auckland            |
| 1990                      | Auckland            | Auckland            | Auckland            |
| 1991                      | Otago               | Otago               | Otago               |
| Finały play-off Dywizji 1 |                     |                     |                     |
| Sezon                     | Zwycięzca           | Wynik               | Finalista           |
| 1992                      | Waikato             | 40:5                | Otago               |
| 1993                      | Auckland            | 27:18               | Otago               |
| 1994                      | Auckland            | 22:16               | North Harbour       |
| 1995                      | Auckland            | 23:19               | Otago               |
| 1996                      | Auckland            | 46:15               | Counties Manukau    |
| 1997                      | Canterbury          | 44:13               | Counties Manukau    |
| 1998                      | Otago               | 49:20               | Waikato             |
| 1999                      | Auckland            | 24:18               | Wellington          |
| 2000                      | Wellington          | 34:29               | Canterbury          |
| 2001                      | Canterbury          | 30:19               | Otago               |
| 2002                      | Auckland            | 40:28               | Waikato             |
| 2003                      | Auckland            | 41:29               | Wellington          |
| 2004                      | Canterbury          | 40:27               | Wellington          |
| 2005                      | Auckland            | 39:11               | Otago               |
| Air New Zealand Cup       |                     |                     |                     |
| Sezon                     | Zwycięzca           | Wynik               | Finalista           |
| 2006                      | Waikato             | 37:31               | Wellington          |
| 2007                      | Auckland            | 23:14               | Wellington          |
| 2008                      | Canterbury          | 7:6                 | Wellington          |
| 2009                      | Canterbury          | 28:20               | Wellington          |
| ITM Cup                   |                     |                     |                     |
| Sezon                     | Zwycięzca           | Wynik               | Finalista           |
| 2010                      | Canterbury          | 33:13               | Waikato             |
| 2011                      | Canterbury          | 12:3                | Waikato             |
| 2012                      | Canterbury          | 31:18               | Auckland            |
| 2013                      | Canterbury          | 29:13               | Wellington          |
| 2014                      | Taranaki            | 36:32               | Tasman              |
| 2015                      | Canterbury          | 25:23               | Auckland            |
| Mitre 10 Cup              |                     |                     |                     |
| Sezon                     | Zwycięzca           | Wynik               | Finalista           |
| 2016                      | Canterbury          | 43:27               | Tasman              |
| 2017                      | Canterbury          | 35:13               | Tasman              |
| 2018                      | Auckland            | 40:33               | Canterbury          |
| 2019                      | Tasman              | 31:14               | Wellington          |
| 2020                      | Tasman              | 13:12               | Auckland            |
| Bunnings NPC              |                     |                     |                     |
| Sezon                     | Zwycięzca           | Wynik               | Finalista           |
| 2021                      | Waikato             | 23:20               | Tasman              |
| 2022                      | Wellington          | 26:18               | Canterbury          |
| 2023                      | Taranaki            | 22:19               | Hawke's Bay         |
| 2024                      | Wellington          | 23:20 (po dogr.)    | Bay of Plenty       |